# إريك أوفوري أنتوي
إريك أوفوري أنتوي (بالإنجليزية: Eric Ofori Antwi)‏ هو لاعب كرة قدم غاني في مركز حراسة المرمى، ولد في 20 نوفمبر 1994 في غانا. شارك مع منتخب غانا تحت 20 سنة لكرة القدم. أما مع النوادي، فقد لعب مع أشانتي كوتوكو.